# O-17信使觀察機
O-17信使觀察機（英語：Courier)（公司名稱為Model 2）是團結飛機公司為美國國民兵製造的觀察/教練機。

## 發展
XO-17與PT-3教練機系列同時開發，XO-17具有改進的機身流線型、油減震器、車輪制動器、平衡升降舵和更大的燃油容量。
該機的功能包括越野飛行、射擊、攝影和無線電訓練。O-17有一個可拆卸的整流罩（帶有一個斯卡夫環，可安裝一挺 0.30 口徑（7.62mm白朗寧M1919中型機槍)。
加拿大皇家空軍購買了三架相似的款式，分別為兩架Model 7和一架Model 8，後者配備與NY系列相同的漂浮裝置。
XO-17A由PT-3改裝而來，該機只有1架作為展示機，但未能獲得任何訂單。後來它配備了Packard DR-980 柴油引擎。
Model 15也是O-17機身，但配備普惠R-1340發動機。而它也未能贏得任何合約。

## 型號
XO-17 (原型機)
1架PT-3教練機的改裝。配備萊特R-790-1星型引擎、流線型機身、改進的起落架、增加的燃油容量、雙控制裝置和1挺.30口徑(7.62mm)白朗寧M1919中型機槍
O-17 Model 2 Courier
美國國民兵使用的量產版，共29架
XO-17A (展示機)
1架裝配萊特R-790-3發動機的PT-3教練機，用於出口
Model 7 (RCAF landplane)
加拿大皇家空軍的陸上飛機版本，共2架
Model 8 (RCAF floatplane)
加拿大皇家空軍的水上飛機版本，共1架
XPT-8 (展示機)
XO-17A的機身配備Packard DR-980柴油發動機，於1932年報廢
XPT-8A
1架採用Packard DR-980發動機的PT-3A(29-115)，項目編號為P-564，但隨後更換回PT-3A配置。隨後，該機於1931年12月17日在密西根州新巴爾的摩以西2英里處與第17追擊中隊的P-12C相撞並墜毀
Model 15 (展示機)
1架改裝後，裝配普惠R-1340發動機的O-17

## 參考

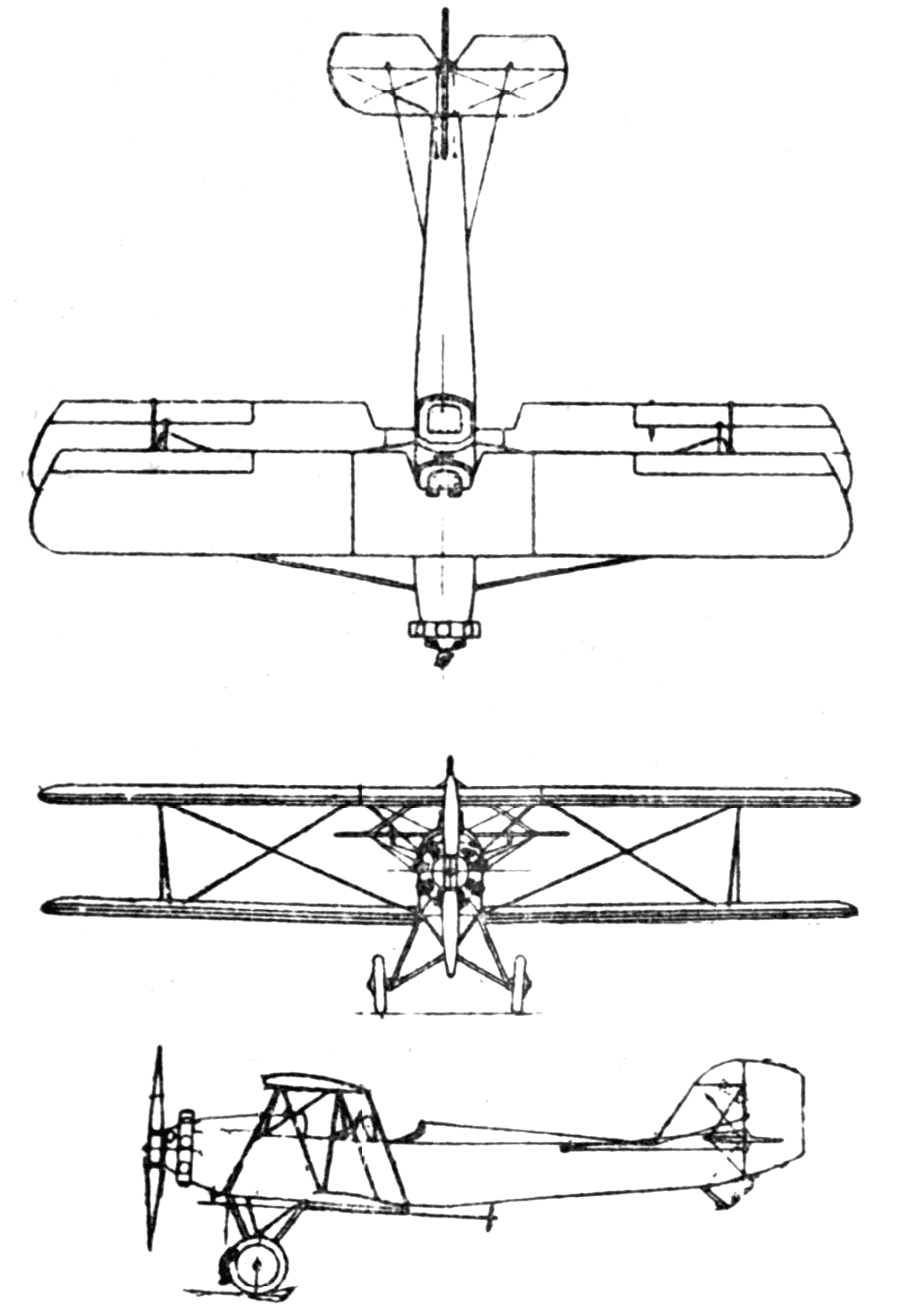
Consolidated Courier 3-view drawing from L'Air April 15, 1928

## 用戶
加拿大
- 加拿大皇家空軍

 美国
- 美國國民兵

 土耳其
- 土耳其空軍學院（英语：Turkish Air Force Academy）